# Songea Urban (huyện)
Songea Urban là một huyện thuộc vùng Ruvuma, Tanzania. Thủ phủ của huyện Songea Urban đóng tại Songea. Huyện Songea Urban có diện tích 394 ki lô mét vuông. Đến thời điểm điều tra dân số ngày 25 tháng 8 năm 2002, huyện Songea Urban có dân số 130860 người.